# Larry Wos
Lawrence T. Wos (né le 13 juillet 1930 à Chicago où il est mort le 21 août 2020) est un mathématicien américain, chercheur à la division mathématiques et informatique du laboratoire national d'Argonne.

## Biographie
Wos étudie à l'université de Chicago, il obtient un B. Sc.  en 1950 et une maîtrise en mathématiques en 1954, puis il poursuit des études de doctorat à l'université de l'Illinois à Urbana-Champaign où il a obtenu son Ph. D. en 1957 sous la direction de Reinhold Baer avec une thèse intitulée « On Commutative Prime Power Subgroups of the Norm ». Il rejoint le Laboratoire national d'Argonne en 1957. Il commence à utiliser des ordinateurs pour prouver des théorèmes mathématiques en 1963.
Wos était aveugle de naissance. C'était un quilleur passionné, le meilleur quilleur aveugle masculin des États-Unis.

## Prix et honneurs
En 1982, Wos et son collègue Steve Winker sont en 1983 les premiers lauréauts du « Automatic Theorem Proving Prize », décerné un moment par l'American Mathematical Society. En 1992, Wos est le premier lauréat du prix Herbrand pour sa contribution au domaine de la démonstration automatique de théorèmes. Une Festschrift en son honneur, intitulée Automated reasoning and its applications: essays in honor of Larry Wos a été publié par MIT Press en 1997.

## Livres
Wos et Gail W. Pieper sont les coauteurs des livres suivants 
- Larry Wos et Gail W. Pieper, A fascinating country in the world of computing: your guide to automated reasoning, World Scientific, 1999 (ISBN 978-981-02-3910-7) )

- Larry Wos et Gail W. Pieper, Automated reasoning and the discovery of missing and elegant proofs, Rinton Press, 2003 (ISBN 978-1-58949-023-9)

Wos est auteur du livre :
- Larry Wos, Automated reasoning: 33 basic research problems, Prentice Hall, 1988, XIII + 319 (ISBN 978-0-13-054552-7)

Les œuvres complètes de Wos ont été publiés par World Scientific en 2000, en deux volumes :
- Larry Wos et Gail W. Pieper, The collected works of Larry Wos, World Scientific, 2000 (ISBN 978-981-02-4001-1, 978-981-02-4996-0 et 978-981-02-4998-4)